# Cobalt Qube

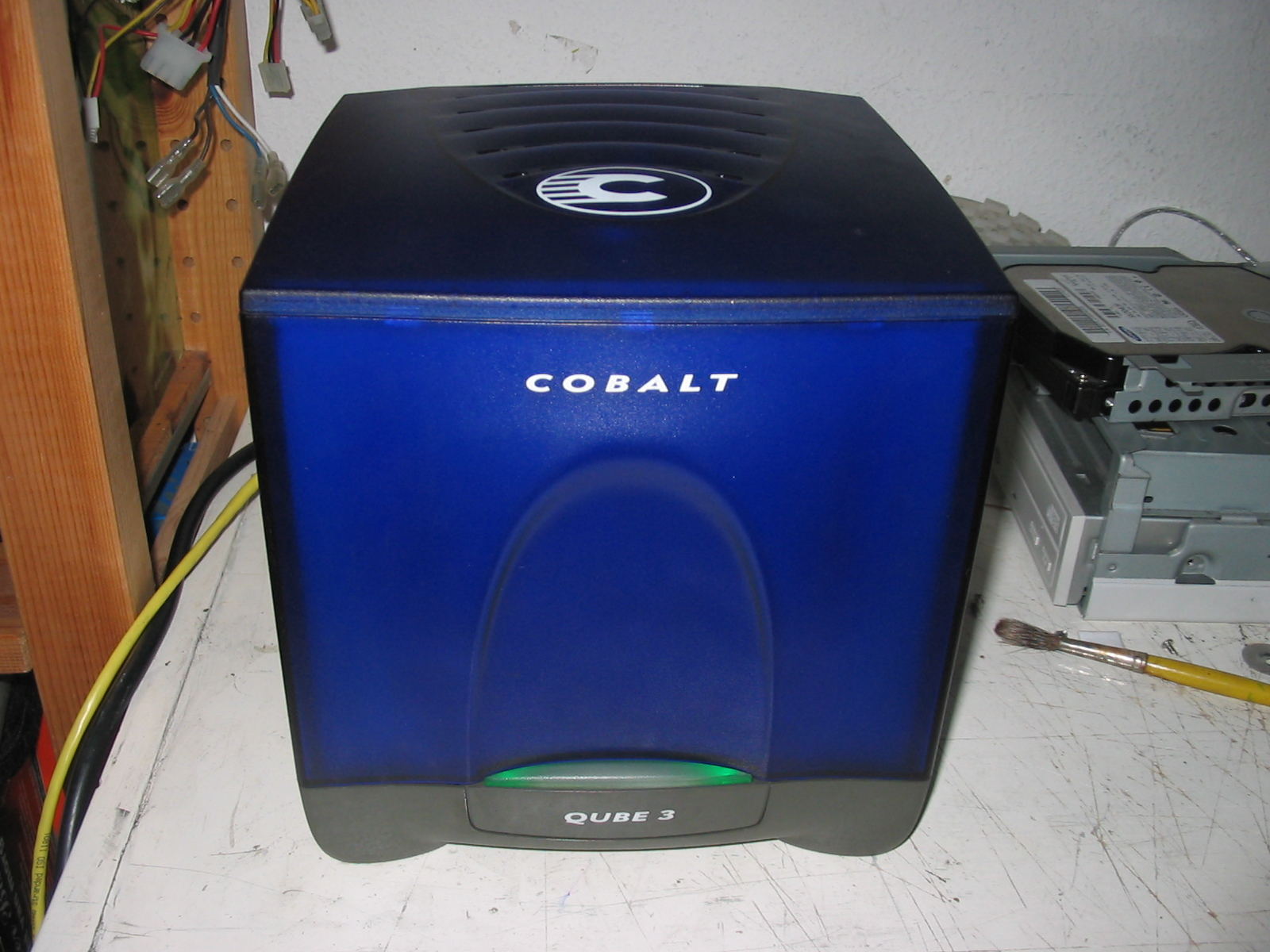
Qube 3 front

Le Cobalt Qube est un serveur de type appliance produit par Cobalt Networks, plus tard racheté par Sun Microsystems. Le Qube est animé par un système d'exploitation Red Hat et une couche graphique propriétaire pour la gestion du serveur. Les premiers Qube étaient équipés de processeurs RM5230 et RM5231 tandis que les derniers modèles embarquaient un processeur AMD K6-2. NetBSD avait été porté sur le Qube. 

## Modèles

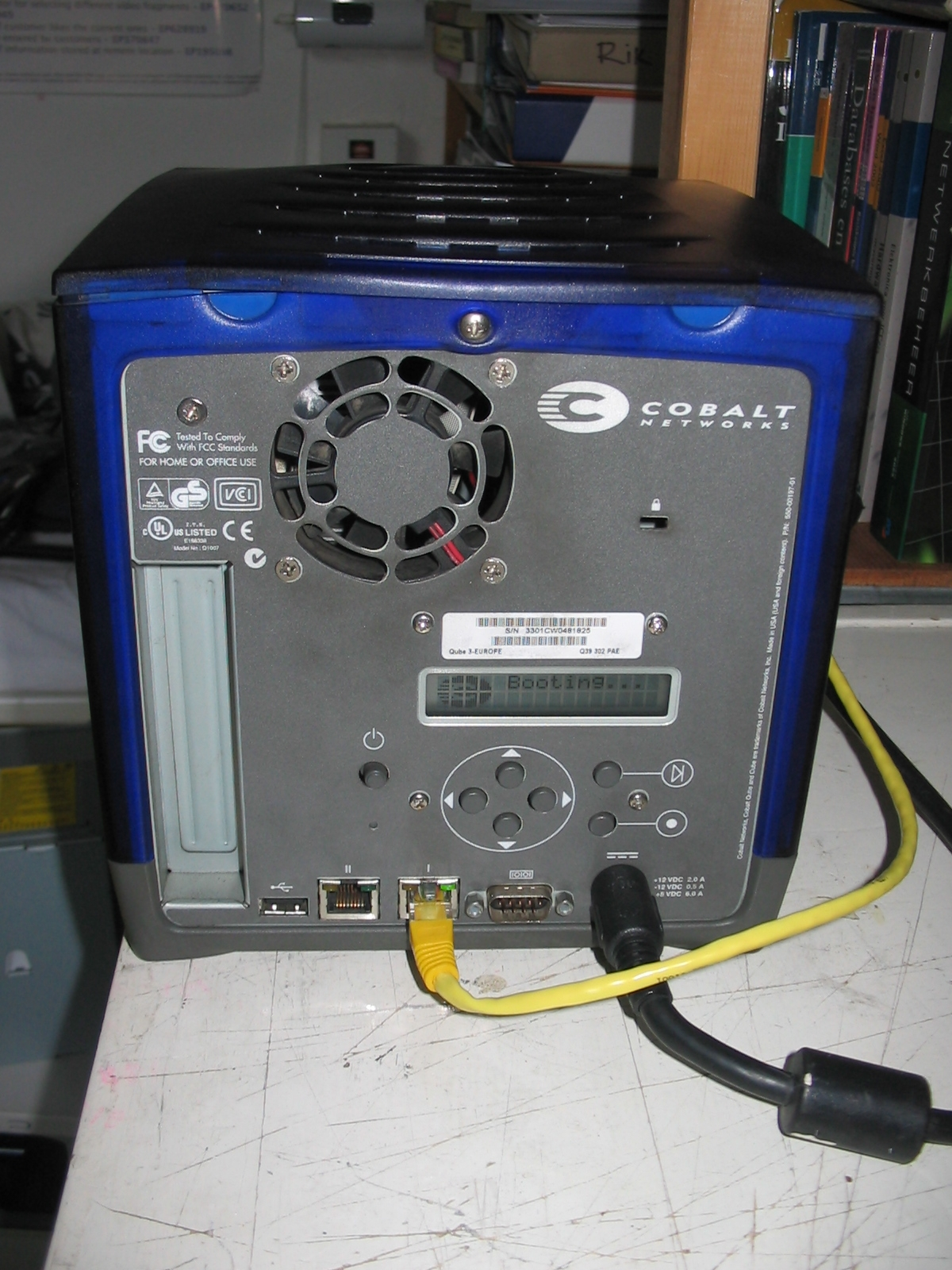
Qube 3 back; this model lacks an external SCSI port.

Le Qube 2700 était le premier produit de Cobalt Networks en 1998. Mark Orr, l'un des dirigeants de la société, avait choisi la couleur bleu cobalt du boitier. La LED verte sur le panneau avant était une idée de Bill Scott. Le Qube 2700 utilisait le microprocesseur RM5230. 
Le produit suivant fut appelé Qube 2800 avant sa commercialisation. Sorti en 2000, le Qube 2 embarquait un processeur RM5231. 
Le Qube 2 fut produit par Gateway en tant que Gateway Micro Server et son boitier était de couleur noire à la place du bleu initial. 
Le Qube 3, sorti en 2002, utilisait un CPU AMD K6-2 à 300 puis 450MHz
Un quatrième modèle de Qube était en cours de développement mais n'a jamais été commercialisé. Après l'arrêt de la production du Cobalt Qube, l'entreprise commercialisa le Cobalt RaQ à destination des datacenters, animé par le système Strongbolt. 